# Jackson Center, Ohio
Jackson Center là một làng thuộc quận Shelby, tiểu bang Ohio, Hoa Kỳ. Năm 2010, dân số của làng này là 1462 người.

## Dân số
- Dân số năm 2000: 1369 người.
- Dân số năm 2010: 1462 người.